# Krunkel
Krunkel é um município da Alemanha localizada no distrito de Altenkirchen, na associação municipal de Verbandsgemeinde Flammersfeld, no estado da Renânia-Palatinado.

## População
| - 1815 – 168 - 1835 – 226 - 1871 – 248 - 1905 – 300 - 1939 – 331 - 1950 – 331 | - 1961 – 366 - 1965 – 399 - 1970 – 444 - 1975 – 440 - 1980 – 453 - 1985 – 495 | - 1987 – 468 - 1990 – 518 - 1995 – 573 - 2000 – 650 - 2005 – 687 |